# Walter Arfeuille
Walter Arfeuille (ca. 1952) is een Belgisch stuntman uit Vlamertinge die meerdere malen in het Guinness Book of Records is terechtgekomen. Hij kreeg de bijnaam 'het beest'.

## Levensloop
Arfeuille is de jongste van een kroost van vijf. Hij volgde de richting houtbewerking en ging daarna in de bouwsector aan de slag. Rond zijn dertiende ondervond hij dat hij over veel kracht beschikte. Van dan af is hij beginnen trainen met gewichten in zijn ouders' garage. Na een paar jaar schopte hij het al tot Belgisch kampioen 'powerlifting'.
Toen hij ongeveer 25-26 was begon hij in het openbaar te showen met zijn stunts. John Massis die toen nog bekendstond als de sterkste man in België kreeg zware concurrentie. 
- Arfeuille slaat vijfduimers door dikke planken met zijn blote handen.
- Op 31 maart 1990 te Parijs vestigde hij een wereldrecord door 281,5 kilo met zijn tanden 17 cm van de grond te tillen.[2]
- Zijn grootste stunt was op 9 juni 1996 te Diksmuide waar hij een trein van meer dan 223 ton 3,2 meter vooruit trok met zijn tanden.[3]

In 2001 wordt bekend dat Walter Arfeuille betrokken is in een drugsschandaal. De correctionele rechtbank van Ieper veroordeelde hem tot 4 jaar gevangenis waarvan 2 jaar voorwaardelijk. Arfeuille dealde heroïne in zijn fitnesscentrum. Toen dit aan het licht kwam, werd besloten dat het beeld dat Arfeuille zou krijgen niet tentoongesteld zou worden. Het was bedoeld dat het beeld, gemaakt door Eric Dupon, tentoongesteld zou worden in het cultureel centrum van Vlamertinge.
Naast zijn woning te Vlamertinge baat hij gymzaal 'De Amateur' uit.
In 2022 verscheen over hem de documentaire Beest van Joost Laperre en Jillis Schriel. Kort daarop (2023) volgde een tweede documentaire van Jens D'Heere met als titel Pitbull.